# Антонов (Ростовская область)
Анто́нов — хутор в Цимлянском районе Ростовской области.
Входит в состав Калининского сельского поселения.

## География
Хутор Антонов расположен примерно в 25 км к северу от города Цимлянска. Ближайшие населённые пункты — станица Калининская и хутор Карнауховский.

## Население
| 2010 | 2019 |
| ---- | ---- |
| 765  | ↗787 |

## Улицы
На хуторе есть следующие улицы:
| - Антоновская улица - Молодёжная улица - Просвещения улица - Речная улица - Садовая улица | - Спортивная улица - Степная улица - Центральная улица - Школьная улица - Юбилейная улица |

## Инфраструктура
На хуторе имеется стадион и полигон бытовых отходов.

## Достопримечательности
На хуторе имеется братская могила-мемориал Великой Отечественной войны.